# 长白山金星蕨
长白山金星蕨（学名：Parathelypteris changbaishanensis），为金星蕨科金星蕨属下的一个植物种。